# Реген (місто)
Реген (нім. Regen) — місто в Німеччині, розташоване в землі Баварія. Підпорядковується адміністративному округу Нижня Баварія. Адміністративний центр району Реген.
Площа — 65,15 км2. Населення становить 10 888 ос. (станом на 31 грудня 2020).